# A Division 1929/1930
Devátý ročník Irish League (1. irské fotbalové ligy) se konal za účasti opět deseti klubů.
Titul získal potřetí ve své klubové historii Bohemian FC, který získal o jeden bod více něž obhájce titulu Shelbourne FC. Nejlepším střelcem se stal hráč Shelbourne FC Johnny Ledwidge, který vstřelil 16 branek.